# Quốc kỳ Malaysia
Quốc kỳ của Malaysia, còn được gọi là Jalur Gemilang (Sọc vinh quang), bao gồm một trường gồm 14 sọc đỏ và trắng nằm ngang xen kẽ theo chiều dài và góc trái màu xanh có hình lưỡi liềm và ngôi sao 14 cánh được gọi là Bintang Persekutuan (Ngôi sao Liên bang). 14 sọc, có chiều rộng bằng nhau, tượng trưng cho địa vị bình đẳng trong liên bang của 13 bang và các vùng lãnh thổ liên bang, trong khi 14 cánh của ngôi sao tượng trưng cho sự thống nhất giữa các phần lãnh thổ này. Lưỡi liềm tượng trưng cho đạo Hồi, quốc giáo của đất nước; phần màu xanh tượng trưng cho sự thống nhất của người dân Malaysia; màu vàng của ngôi sao và lưỡi liềm là màu sắc hoàng gia của những người cai trị Mã Lai,  các sọc đỏ tượng trưng cho lòng dũng cảm và các sọc trắng tượng trưng cho sự trong sạch.

## Lịch sử

Tỷ lệ cờ: 1:2. Cờ của Liên bang Mã Lai được sử dụng từ năm 1950 đến năm 1963.

### Tuyển chọn
Vào năm 1949, một năm sau khi Liên bang Mã Lai được thành lập, Hội đồng Lập pháp Liên bang đã kêu gọi tổ chức một cuộc thi thiết kế quốc kỳ mới. Cuộc thi thu hút 373 bài dự thi, trong đó có ba bài được đưa ra công chúng trong cuộc thăm dò do The Malay Mail tổ chức.

Lá cờ đề xuất đầu tiên có một vòng 11 ngôi sao màu trắng trên nền xanh, với hai cái kris (một dạng dao găm của người Java) màu đỏ ở giữa. Lá cờ thứ hai tương tự lá cờ thứ nhất nhưng có hai vòng tròn đồng tâm gồm 5 và 6 ngôi sao. Lá cờ thứ ba có 11 sọc xanh và trắng, với một ô màu đỏ ở góc trên bên trái có hình lưỡi liềm màu trắng và ngôi sao năm cánh. Thiết kế thứ ba đã được chọn là thiết kế chiến thắng.

Lá cờ đầu tiên được đề xuất
Lá cờ thứ hai được đề xuất
Lá cờ thứ ba được đề xuất

Vào tháng 12 năm 1949, Hội đồng Lập pháp Liên bang quyết định sửa lại thiết kế được chọn. Theo đề xuất của chính khách Onn Jaafar, màu đỏ và xanh đã được hoán đổi, hình lưỡi liềm và ngôi sao được đổi từ trắng sang vàng, và ngôi sao có tổng cộng 11 cánh. Phiên bản cuối cùng của lá cờ Mã Lai được vua George VI chấp thuận vào ngày 19 tháng 5 năm 1950 và lần đầu tiên được kéo lên trước dinh thự của Quốc vương Selangor vào ngày 26 tháng 5 năm 1950.  Vào ngày 31 tháng 8 năm 1957, lá cờ này được kéo lên tại Quảng trường Merdeka để chào mừng ngày độc lập thay cho lá cờ Liên minh Anh.

### Ý nghĩa
Khi lá cờ được hoàn thiện để sử dụng chính thức, ý nghĩa của thiết kế được đưa ra như sau: 
- Màu đỏ, trắng và xanh – tượng trưng cho Malaysia là một quốc gia thuộc Khối thịnh vượng chung.
- Lưỡi liềm và ngôi sao – tượng trưng cho đạo Hồi, quốc giáo của Liên bang, trong khi màu vàng tượng trưng cho chủ quyền của những Nhà cai trị Mã Lai và vai trò của họ với tư cách là người lãnh đạo đức tin tại các bang cấu thành. Bản thân ngôi sao mười một cánh tượng trưng cho "sự thống nhất và hợp tác" của các bang nói trên.

### Nhà thiết kế

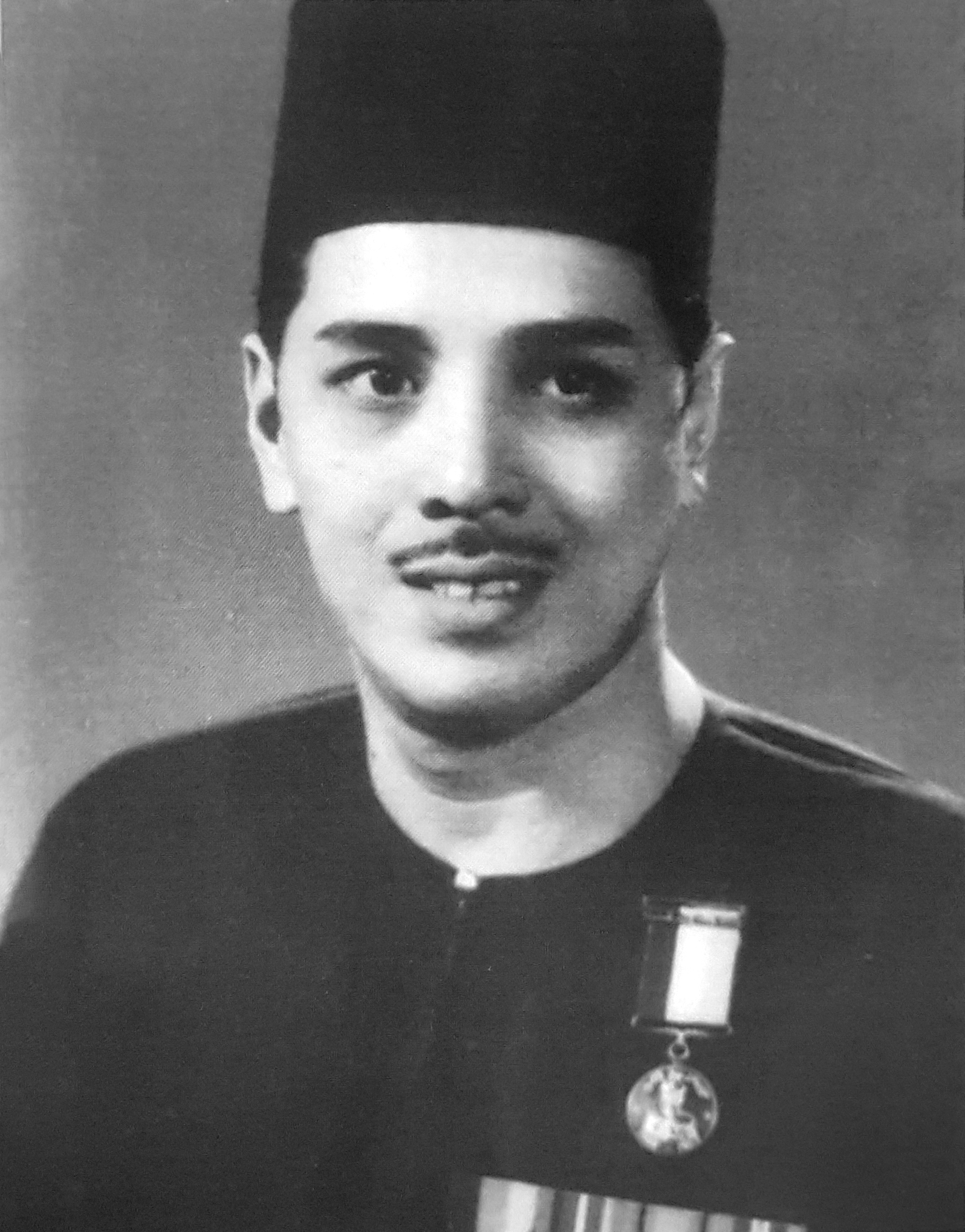
Mohamed khi nhận Huân chương Kim cương của Sultan Ibrahim năm 1955.

Cờ của Johor

Lá cờ Mã Lai được thiết kế bởi Mohamed Hamzah, một kiến trúc sư 29 tuổi làm việc cho Sở Công trình Công cộng (JKR) tại Johor Bahru, bang Johor. Ông tham gia cuộc thi thiết kế quốc kỳ với bốn mẫu thiết kế đã hoàn thành trong ba ngày. Lá cờ lọt vào danh sách ba lá cờ chung kết được cho là lấy cảm hứng từ lá cờ của Johor, nhưng có thêm năm sọc trắng trên nền xanh. 
Mohamed Hamzah died just short of his 75th birthday on 19 February 1993 in Jalan Stulang Baru, Kampung Melayu Majidee, Johor.

### Sửa đổi

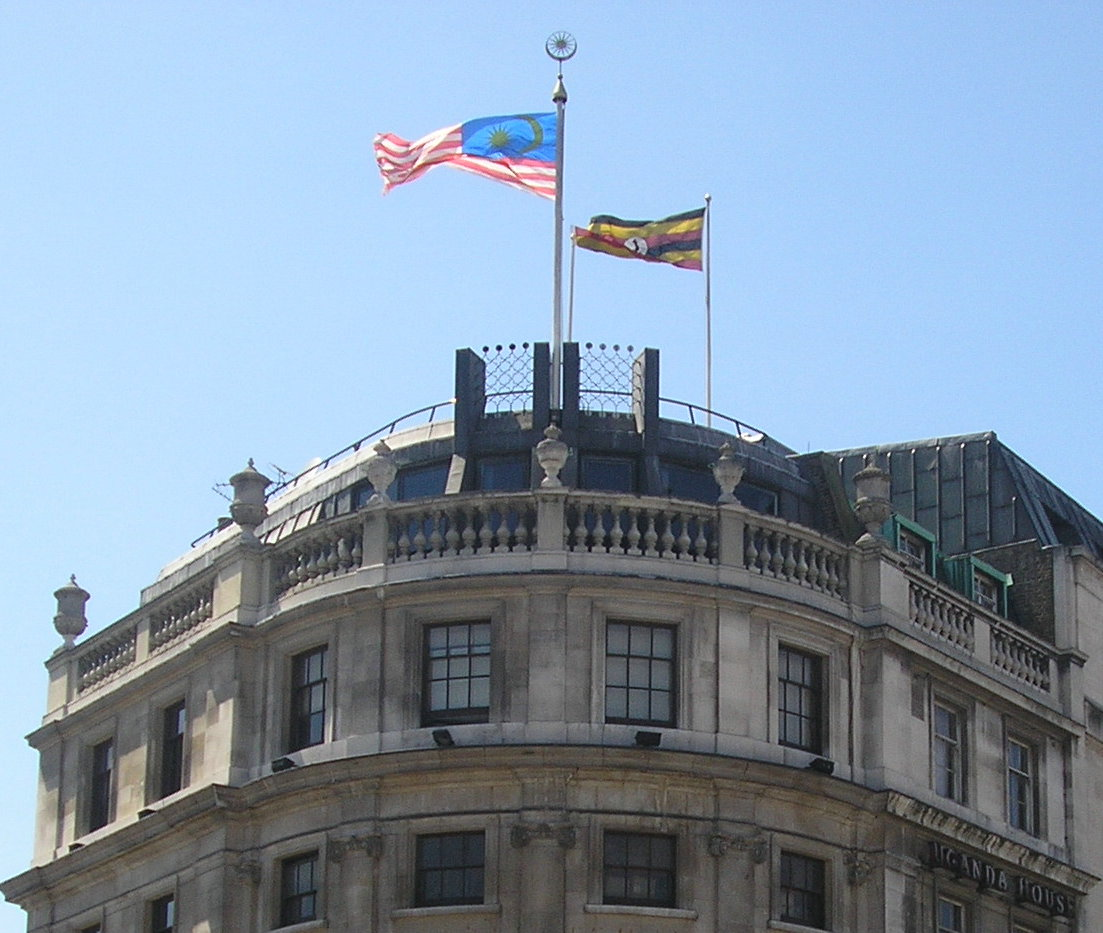
Lá cờ Malaysia tung bay trên văn phòng Du lịch Malaysia tại Quảng trường Trafalgar, London. Lá cờ của Uganda được nhìn thấy bên cạnh Tòa nhà Cao ủy Uganda.

Sau khi Malaysia được thành lập vào ngày 16 tháng 9 năm 1963, thiết kế của lá cờ Mã Lai gốc đã được thay đổi để phản ánh và tôn vinh các bang mới trong liên bang.
Ba sọc được thêm vào lá cờ hiện tại, tổng là 14 sọc, và ngôi sao trở thành 14 cánh để phản ánh liên bang của 11 tiểu bang trên bán đảo Mã Lai cộng với Sabah, Sarawak và Singapore; thiết kế vẫn giữ nguyên ngay cả sau khi Singapore bị trục xuất khỏi liên bang hai năm sau đó. Khi Kuala Lumpur được chỉ định là Lãnh thổ liên bang vào ngày 1 tháng 2 năm 1974, sọc thứ 14 và cánh trên ngôi sao được mang ý nghĩa cho sự bổ sung mới này vào liên bang. Cuối cùng, với việc bổ sung thêm hai vùng lãnh thổ liên bang khác, Labuan vào năm 1984 và Putrajaya vào năm 2001, sọc thứ mười bốn và cánh trong ngôi sao ám chỉ đến vùng lãnh thổ liên bang nói chung.
Năm 1997, khi người dân Malaysia được phép đặt tên cho lá cờ, Thủ tướng Mahathir Mohamad đã chọn cái tên Jalur Gemilang để thể hiện nỗ lực hướng tới sự tăng trưởng và thành công liên tục của đất nước.

## Quy tắc treo cờ
Trong lễ kỷ niệm Ngày Quốc khánh, mọi người đều được khuyến khích treo Jalur Gemilang tại nhà, tòa nhà văn phòng, cửa hàng và cơ sở công ty của mình.
- Nếu cờ được treo ở nhà thì phải kéo cờ lên và hướng về phía đường.
- Nếu lá cờ được đặt trong một nhóm cờ có cờ nhà nước và cờ công ty tư nhân, thì lá cờ Malaysia phải được kéo lên giữa hai lá cờ khác và cột cờ phải được đặt cao hơn phần còn lại.

### Sử dụng không đúng cách
Quốc kỳ Malaysia phải tuân theo Đạo luật Biểu tượng và Tên gọi (Ngăn chặn việc sử dụng không đúng mục đích) năm 1963; bất kỳ hành vi nào xúc phạm quốc kỳ như vẫy cờ ngược đều có thể bị phạt tối đa 20.000 ringgit hoặc bị phạt tù tối đa ba năm hoặc cả hai.

## Những lá cờ trong lịch sử

Cờ của Vương quốc Sarawak từ năm 1870 đến năm 1946.
Cờ của Thuộc địa Hoàng gia Sarawak từ năm 1947 đến năm 1963.
Cờ của Bắc Borneo từ năm 1882 đến năm 1902.
Cờ của Bắc Borneo từ năm 1902 đến năm 1946.
Cờ của Thuộc địa Hoàng gia Bắc Borneo từ năm 1948 đến năm 1963.
Cờ của Thuộc địa Hoàng gia Labuan từ năm 1912 đến năm 1946.
Cờ của Khu định cư Eo biển từ năm 1874 đến năm 1904.
Cờ của Khu định cư Eo biển từ năm 1904 đến năm 1925.
Cờ của Khu định cư Eo biển từ năm 1925 đến năm 1946.
Cờ của Thuộc địa Hoàng gia Penang từ năm 1949 đến năm 1952
Cờ của Thuộc địa Hoàng gia Penang từ năm 1952 đến năm 1957
Cờ của Thuộc địa Hoàng gia Malacca từ năm 1946 đến năm 1957.
Cờ của Thuộc địa Singapore từ năm 1946 đến năm 1952.
Cờ của Thuộc địa Singapore từ năm 1952 đến năm 1959.
Cờ của Liên bang các quốc gia Mã Lai từ năm 1896 đến năm 1946; sau đó được Liên hiệp Mã Lai thông qua từ năm 1946 đến năm 1948 và Liên bang Mã Lai từ năm 1948 đến năm 1950.
Cờ của Liên bang Mã Lai từ năm 1950 đến năm 1963.
Cờ của Malaysia được sử dụng từ năm 1964.

## Quốc kỳ ca
Bài quốc kỳ ca được viết như lời tri ân và niềm tự hào của quốc kỳ Malaysia. Bài hát này được biểu diễn vào ngày Hari Merdeka, ngày độc lập của đất nước vào ngày 31 tháng 8 hàng năm. Bài hát mang tên Benderaku, được sáng tác bởi nhạc sĩ người Malaysia Tony Fonseka, sau đó được đổi tên thành Jalur Gemilang vào năm 1997. Sau đó là phần giới thiệu một bài quốc kỳ ca mới, với sự hòa âm của nhạc sĩ người Malaysia Pak Ngah và lời bài hát của nhạc sĩ người Malaysia Siso Kopratasa.
| Benderaku by Tony Fonseka |
| Benderaku yang gagah perkasa Merah putih kuning biru warnanya Berkibar megah penuh bercahaya Pusaka kita rakyat Malaysia Bendera Malaysia, oh benderaku Kupertahankan sepenuh ragaku Dikaulah lambang negara berpadu Di bawah naungan Duli Tuanku Berkibar terus oh benderaku Kaukan kujunjung sepanjang waktu Harumlah nama negara yang tercinta Padamu tempat taat dan setia Bendera Malaysia, bendera kita Kemegahan rakyat kita semua Berkibar berkibar di ruang angkasa Dirgahayu bendera tercinta! |

| English translation |
| The mighty flag of mine Red, White, Yellow and Blue are the colours Flying high up in the skies The legacy of all of us Malaysians O my flag, The Flag of Malaysia I will defend it with all of my might The Symbol of a unified nation Under the patronage of His Royal Highness Fly high o my flag I will raise it all the time O shine up, my beloved nation To you, I swear my full allegiance The Flag of Malaysia, our flag The pride of all of us Fly, fly high up in the skies Long live our beloved flag! |

| Jalur Gemilang by Pak Ngah & Siso Kopratasa (Malay) |
| Merahmu bara semangat waja Putihmu bersih budi pekerti Kuning berdaulat payung negara Biru perpaduan kami semua Puncak dunia telah kautawan Lautan luas telah kauredah Membawa semangat jiwa Merdeka Semarak jaya kami warganya Empat belas melintang jalurnya Semua negeri dalam Malaysia Satu suara satu semangat Itu sumpah warga berdaulat Jalur Gemilang di bawah naunganmu Jalur Gemilang kami semua bersatu Perpaduan ketaatan Amalan murni rakyat Malaysia Jalur Gemilang megah kami terasa Jalur Gemilang kibarkanlah wawasan Merah, putih, biru, kuning Jalur semangat kami semua (2x) Berkibarlah!, berkibarlah!, berkibarlah!, Jalur Gemilang! |

| English Translation |
| Your Red represents steely will Your White represents clean and kind character Yellow of the Sovereign, the country's protector Blue for all of us in unity You have reached the heights of the world You have travelled the wide waters Bearing the spirit of independence We are members of its successful will Fourteen stripes across For each of the states of Malaysia One voice, one spirit So its sovereign citizens solemnly swear Stripes of Glory, beneath your care Stripes of Glory, we unite Unity and loyalty Are the noble values of the Malaysian people Stripes of Glory, how proud we feel Stripes of Glory, proclaim our vision Red, white, blue, yellow Are the stripes of our resolve (2x) Flutter-on, flutter-on, flutter-on Stripes of Glory! |

## Cờ hiệu
Tàu thuyền của chính phủ sử dụng Jalur Gemilang làm cờ hiệu của nhà nước. Sau đây là bảng các cờ hiệu khác được sử dụng ở Malaysia có hình quốc kỳ bên trong.
| Lá cờ             | Loại                                           | Mô tả | Tỷ lệ cờ |
| ----------------- | ---------------------------------------------- | --- | -------- |
| Civil ensign.     | Cờ hiệu dân sự                                 | Cờ hiệu dân sự của Malaysia được sử dụng trên tàu thuyền dân sự có nền đỏ với hình Jalur Gemilang ở góc trên bên trái có tua màu xanh lam. | 1:2      |
| Government ensign | Cờ hiệu xanh của Chính phủ Malaysia            | Lá cờ do Chính phủ Malaysia sử dụng có nền màu xanh đậm với hình Jalur Gemilang ở góc trên bên trái. | 1:2      |
| MMEA blue ensign. | Cờ xanh của Cơ quan thực thi hàng hải Malaysia | Lá cờ do Cơ quan thực thi pháp luật hàng hải Malaysia sử dụng có nền màu xanh đậm với quốc kỳ Jalur Gemilang ở góc trên bên phải và logo của cơ quan này ở góc trên bên trái. | 1:2      |
| Army ensign.      | Quân kỳ                                        | Lá cờ do Quân đội Malaysia sử dụng có nền đỏ với quốc kỳ Jalur Gemilang ở góc trên bên phải và biểu tượng quân đội ở góc trên bên trái. | 1:2      |
| Air Force ensign. | Cờ hiệu Không quân                             | Lá cờ do Không quân Hoàng gia Malaysia sử dụng có nền màu xanh nhạt với quốc kỳ Jalur Gemilang ở góc trên bên phải và biểu tượng Bintang Persekutuan (ngôi sao 14 cánh) ở góc trên bên trái. | 1:2      |
| Naval ensign.     | Cờ hiệu hải quân                               | Lá cờ do Hải quân Hoàng gia Malaysia sử dụng có nền trắng với hình Jalur Gemilang ở góc trên bên trái có tua rua màu đỏ và biểu tượng gồm một mỏ neo và hai con dao găm kris truyền thống bắt chéo ở phần đuôi cờ. Các tàu hải quân của Hải quân Hoàng gia Malaysia sử dụng lá cờ này làm cờ hiệu hải quân. | 1:2      |

## Ngôi sao Liên bang (Bintang Persekutuan)
Ngôi sao Liên bang có khái niệm tương tự như Ngôi sao Thịnh vượng chung của Úc ở chỗ nó tượng trưng cho sự thống nhất của các tiểu bang trong liên bang Malaysia và chính quyền Liên bang của nước này, gồm 14 cánh đại diện cho 13 tiểu bang của liên bang và các vùng lãnh thổ liên bang. Nó cũng được sử dụng trên roundel của Không quân Hoàng gia Malaysia, lá cờ của Công hội người Hoa Malaysia và logo cũ của Ngân hàng Thống nhất Mã Lai.
Mặt trận Cách mạng Dân tộc Patani Malayu, một nhóm ly khai người Mã Lai ở miền Nam Thái Lan tham gia vào bạo loạn miền Nam Thái Lan, ban đầu đã áp dụng lá cờ có hình lưỡi liềm và biến thể 15 cánh của Ngôi sao Liên bang trên lá cờ của mình để thể hiện mối quan hệ chặt chẽ hơn giữa các tỉnh cực nam của Thái Lan với người Mã Lai và Malaysia, nơi có đa số người Hồi giáo, so với Thái Lan.

Roundel của Không quân Hoàng gia Malaysia
Cờ của Công hội người Hoa Malaysia (MCA)
Lá cờ trước đây của Mặt trận Cách mạng Quốc gia Patani Malayu, có hình trăng lưỡi liềm và Ngôi sao Liên bang 15 cánh
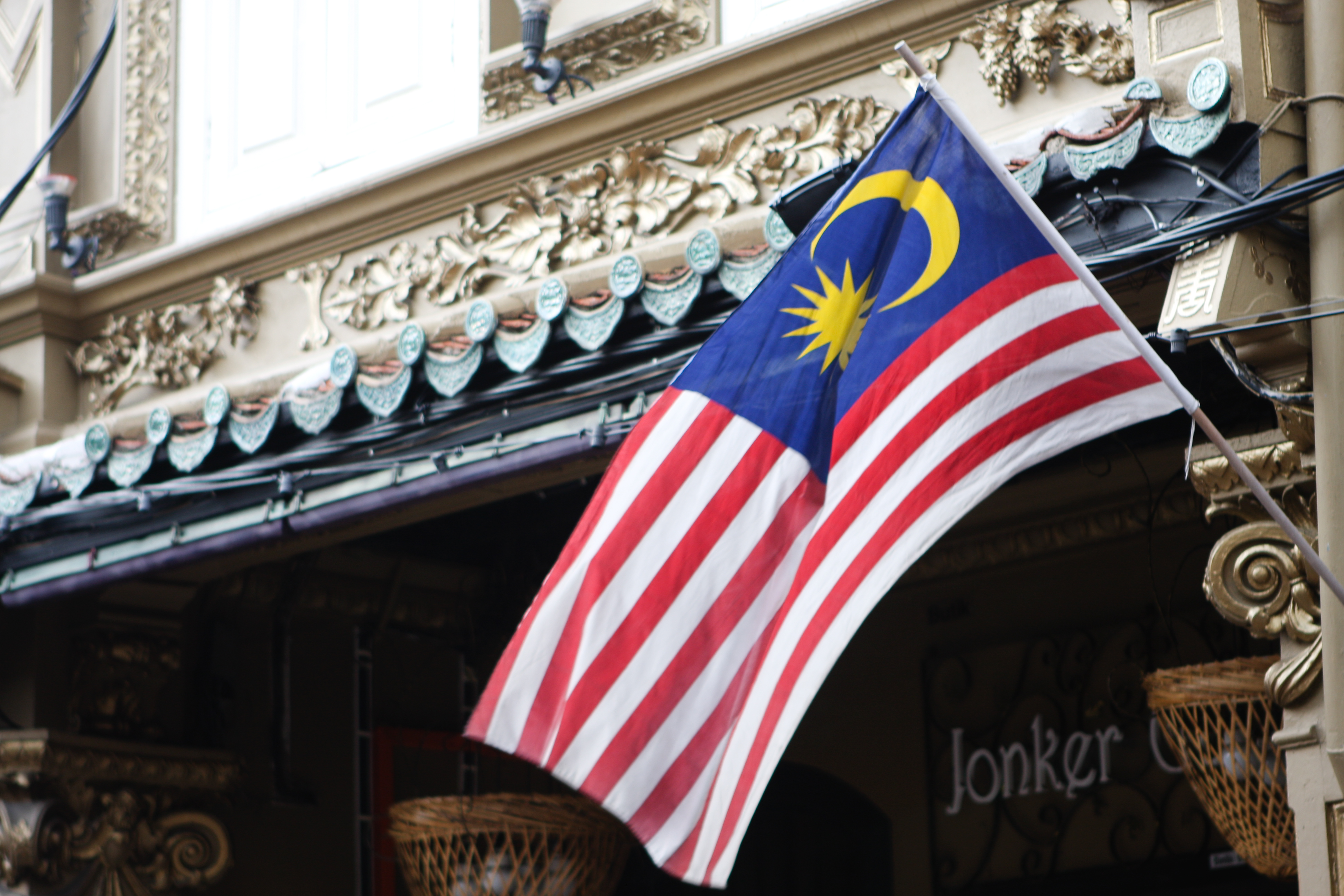
Cờ Malaysia tung bay trên cột

### Cờ liên quan
- Cờ của Hoa Kỳ
- Cờ của Liberia
- Cờ của Công ty Đông Ấn Anh